# Canhoneira

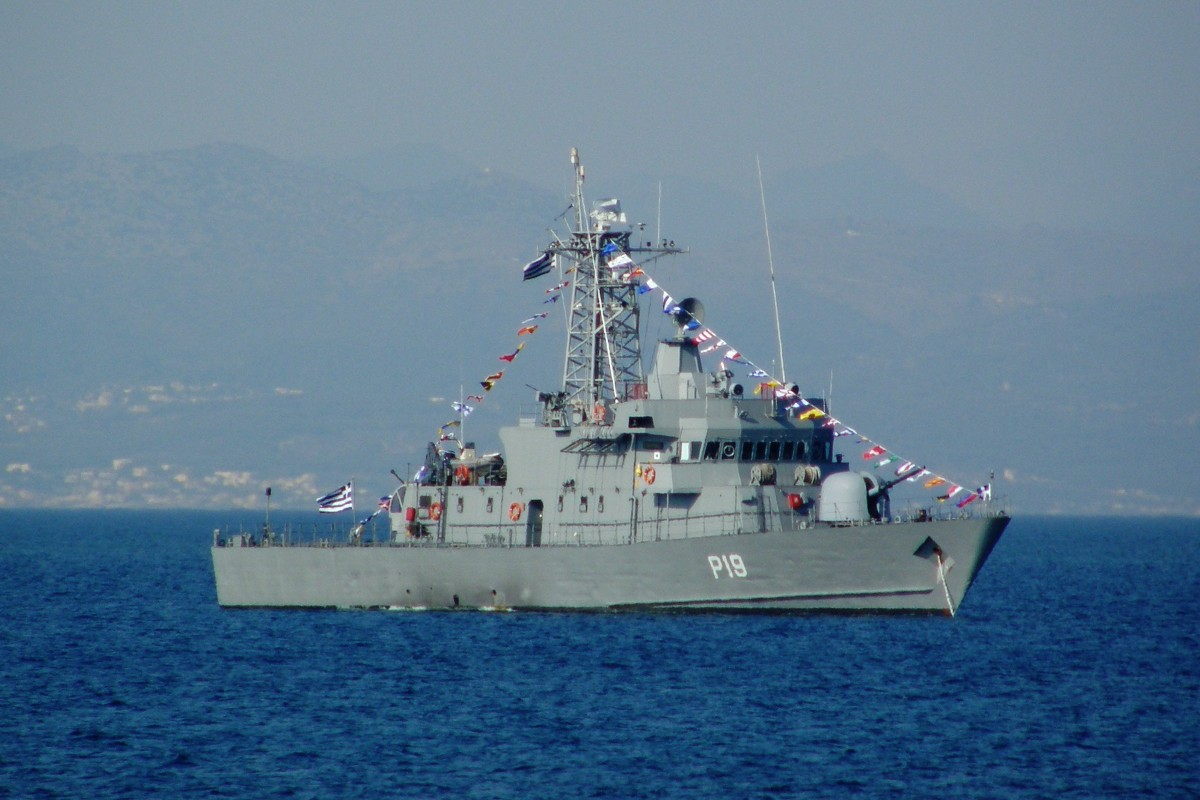
Moderna canhoneira grega Navmachos.

Uma canhoneira é uma embarcação armada com um ou mais canhões. O termo é bastante genérico e foi aplicado a vários tipos de embarcações de guerra. No entanto, a partir de meados do século XIX, foi usado sobretudo para designar as embarcações de pequeno e médio porte usadas pelas grandes potências no policiamento naval das suas colónias.

## História

### O primórdio das canhoneiras

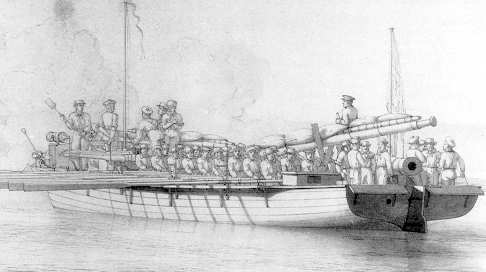
Canhoneira a remos dinamarquesa - início do século XIX.

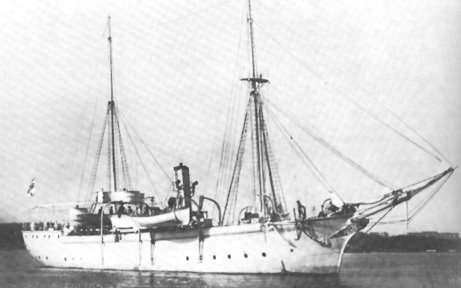
Canhoneira alemã Hyäne - 1879.

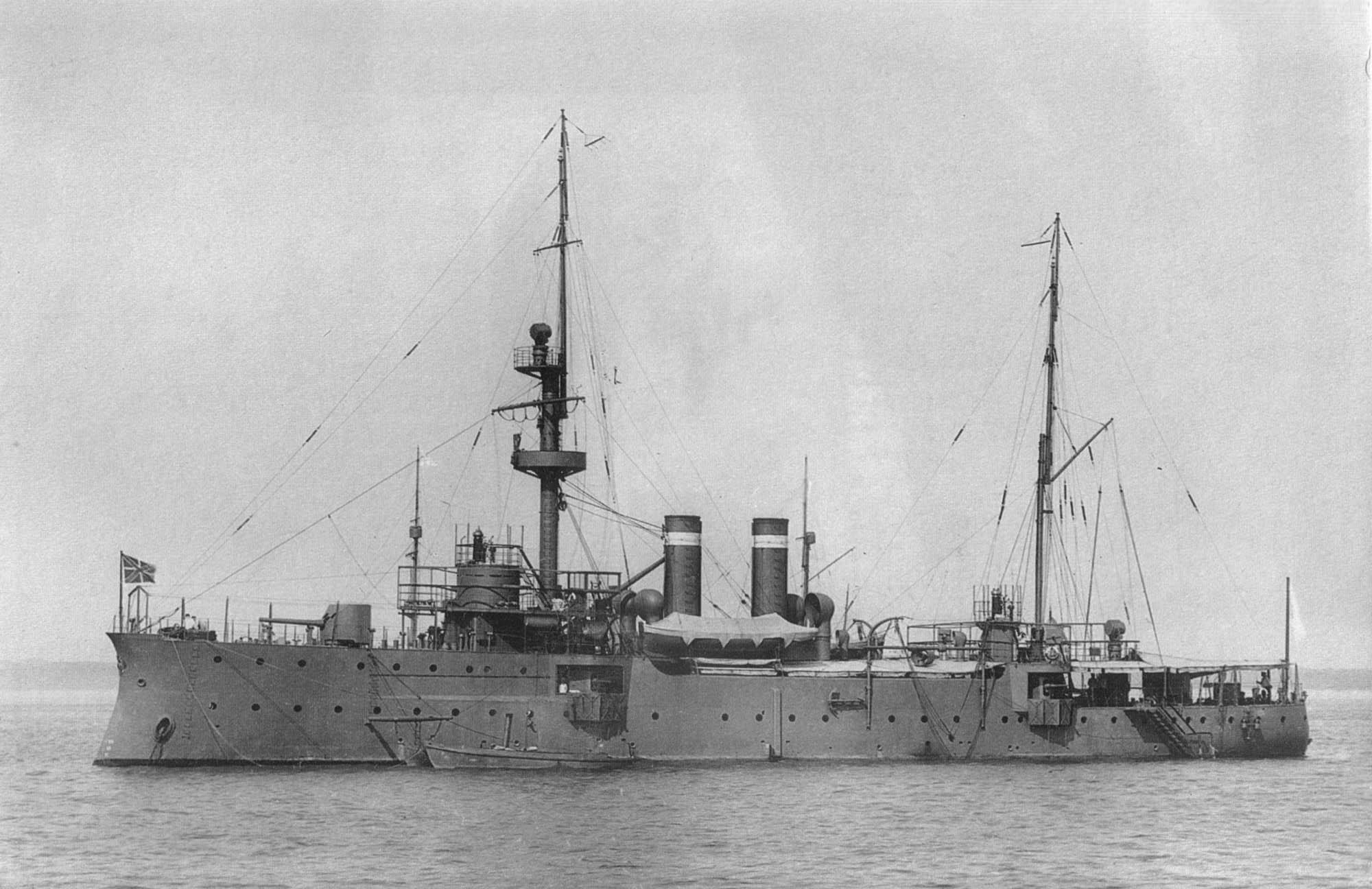
Canhoneira russa Bobr - 1906.

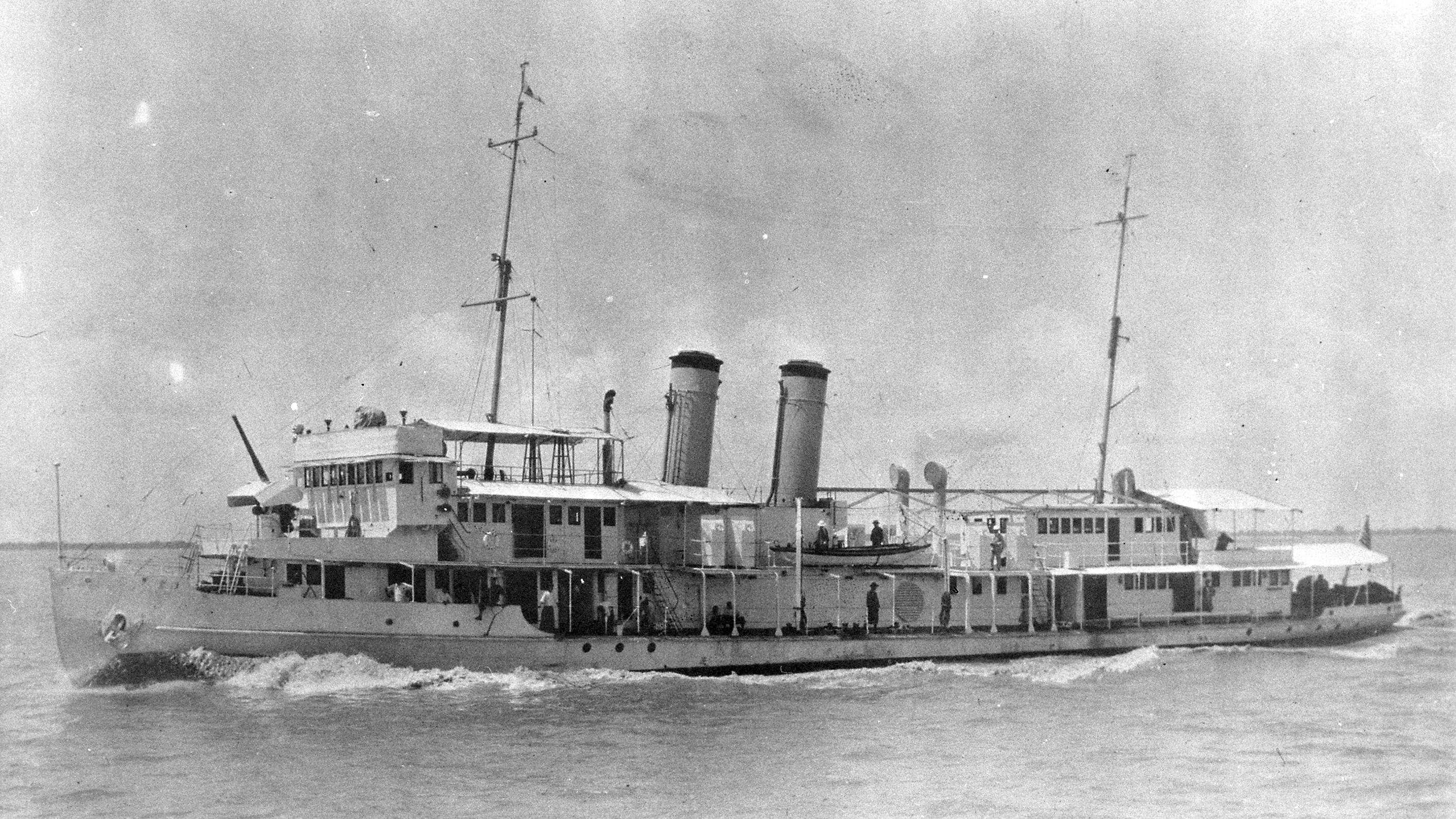
Canhoneira fluvial USS Panay - 1928.

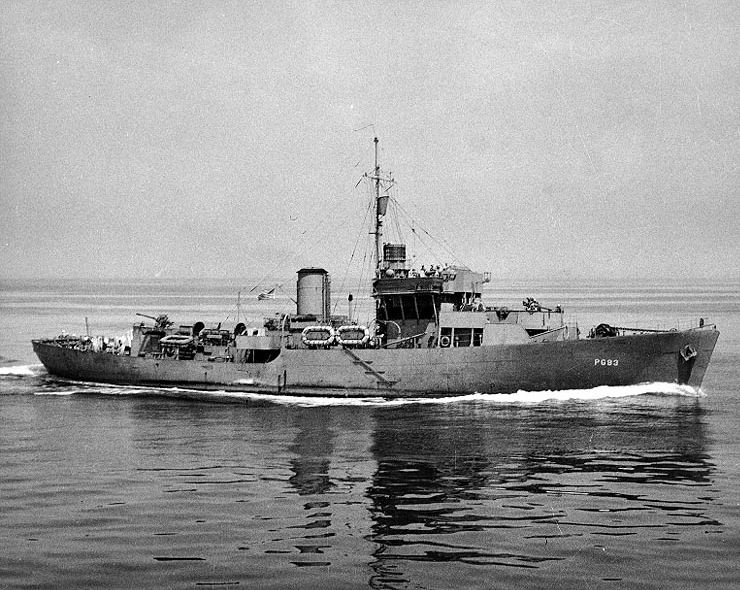
Canhoneira de patrulha (PG) USS Intensity - 1942.

Na época da navegação à vela, a canhoneira era, normalmente, uma pequena embarcação, sem convés, armada com um canhão de alma lisa à proa e com um comprimento médio de 15 metros. As canhoneiras iniciais eram propulsadas a remos, passando, mais tarde a ter um ou dois mastros com velas. Alguns tipos de canhoneiras podiam ter montados, dois ou mais canhões.
Um dos primeiros registos de utilização de canhoneiras, foi pelos espanhóis no terceiro assédio a Gibraltar, que durou de 1779 a 1783. Sob o comando do almirante espanhol António Barceló, foram construídas canhoneiras, que consistiam em grandes botes a remos, sem velas, armados com um pesado canhão de 24 libras e com uma couraça que as  protegia desde as obras mortas até pouco abaixo da linha de flutuação.
Uma vantagem deste tipo de embarcação era o fato de que, como só tinham montado um único canhão, este podia ser bastante pesado. A outra grande vantagem era a fácil manobrabilidade das canhoneiras em águas rasas ou restritas, locais difíceis para navios maiores. Um único tiro certeiro de uma fragata destruiria uma canhoneira, mas uma fragata enfrentando meia dúzia de canhoneiras no estuário de um rio certamente seria atingida gravemente por elas antes de poder afundá-las a todas. Além disso, as canhoneiras eram baratas e fáceis de construir, sendo muitas vezes montadas nos próprios locais onde iriam ser utilizadas.
As canhoneiras foram empregues em várias operações durante as Guerras Napoleônicas. As canhoneiras iriam ter um papel importante na invasão de Inglaterra planejada por Napoleão. Ao serviço dos dinamarqueses foram extensivamente usadas, entre 1807 e 1814 para enfrentar a mais forte Royal Navy britânica, equipada com navios de grande porte. Também, uma flotilha de canhoneiras britânicas foi responsável por proteger, no rio Tejo, o flanco direito das fortificações das Linhas de Torres Vedras.

### O desenvolvimento das canhoneiras
O uso intensivo das canhoneiras ressurgiu na Guerra Civil Americana, resultante do armamento de vapores de rodas. Inicialmente foram transformados em canhoneiras, vapores de transporte de passageiros já existentes, mas depois foram construídos alguns vapores de rodas propositadamente como canhoneiras. Este tipo de canhoneira era, normalmente blindada e tinha montadas 12, ou mais, peças de artilharia, algumas de grande calibre.
Com a generalização da propulsão a vapor, no século XIX, foi construído um considerável número de pequenas embarcações com propulsão por rodas, e, mais tarde por hélices, para as marinhas de guerra de quase todos os países do mundo. Estes navios mantinham mastros e velas, sendo o vapor apenas uma forma de propulsão auxiliar. No final do século XIX e no início do século XX, a canhoneira era o típico navio de patrulha de pequena ou média dimensão. Estes navios eram frequentemente usados pelas maiores potências em ações de policiamento ou de demonstração naval nas suas colônias ou em países mais fracos onde tinham interesses. O uso de navios de guerra como demonstração de força em território estrangeiro tornou-se conhecido como a diplomacia das canhoneiras.
Por esta altura as canhoneiras começaram a ter várias classificações, conforme as suas características e as suas funções. Assim, existiam as canhoneiras fluviais, as canhoneiras couraçadas, as canhoneiras de patrulha e as canhoneiras de defesa costeira. Existiam também os monitores que eram canhoneiras, com limitadas capacidades náuticas, mas armadas com peças de grande calibre para bombardeamentos costeiros. Surgiram também modelos de canhoneiras, armadas com torpedos, classificadas como canhoneiras-torpedeiras.

### Era moderna
Por altura da Primeira Guerra Mundial a função das canhoneiras começou a passar a ser desempenhada pelos avisos. Estes foram, por sua vez, substituídos pelas corvetas e fragatas, durante a Segunda Guerra Mundial. 
No entanto, algumas marinhas, continuaram a classificar como canhoneiras alguns dos seus navios-patrulha. Durante a Segunda Guerra Mundial, a Marinha dos EUA classificava como patrol gunboats (PG - canhoneiras de patrulha) os seus navios de escolta de cerca de 1000 t de deslocamento, incluindo-se, nestes, as corvetas de fabrico britânico e canadiano, da Classe Flower, que tinha ao seu serviço. Já durante a Guerra do Vietnã os  EUA classificaram como river gunboats (canhoneiras fluviais) as suas embarcações rápidas com cascos em fibra de vidro e armadas com metralhadoras. Também durante a Segunda Guerra Mundial, a Royal Navy classificou de motor gun boats (MGB - canhoneiras a motor) as suas embarcações ligeiras de ataque, semelhantes às torpedeiras do tipo MTB, mas armadas com peças ligeiras e metralhadoras.

## Canhoneiras na Marinha Portuguesa

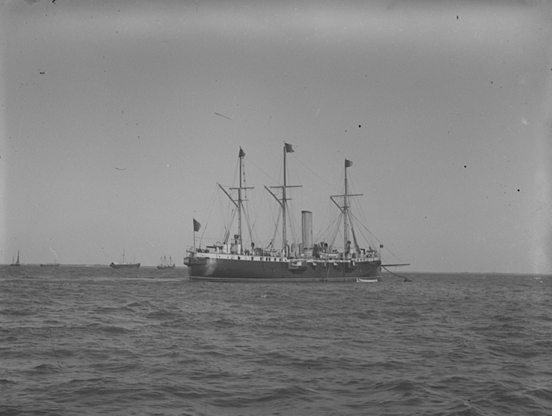
Canhoneira portuguesa Dom Luiz - 1895.

A necessidade de manter uma presença naval nos diversos territórios do vasto Império Português, levou a Marinha Portuguesa a aumentar ao seu efetivo um elevado número de canhoneiras, na segunda metade do século XIX. As canhoneiras portuguesas eram navios mistos a vela e a vapor, com deslocamentos médios de 200 t a 600 t, armadas com peças e metralhadoras, construídas inicialmente em madeira e, mais tarde, em ferro. Este tipo de navio era econômico e relativamente fácil de construir, permitindo a existência de bastantes unidades que pudessem guarnecer todos os territórios ultramarinos. As canhoneiras destinadas especificamente a integrar as várias divisões e estações navais ultramarinas eram classificadas como canhoneiras de estação.
Além das canhoneiras de mar alto, a Marinha Portuguesa integrou também canhoneiras fluviais - classificadas como lanchas-canhoneiras - para atuarem, sobretudo nos rios dos territórios da África. Estas eram embarcações de fundo chato, com deslocamentos médios de 20 t a 40 t, armadas, principalmente, com metralhadoras. As lanchas-canhoneiras foram bastante empregues no apoio às tropas terrestres, nas campanhas de pacificação ultramarina da transição do século XIX para o XX.
As canhoneiras e lanchas-canhoneiras constituíram o núcleo do que era chamada a "Marinha do Império", representando cerca de dois terços dos navios combatentes da Marinha Portuguesa entre as décadas de 1880 e de 1920. 
Na década de 1930 as canhoneiras começaram a ser substituídas pelos avisos coloniais. No entanto, algumas mantiveram-se ao serviço até depois da Segunda Guerra Mundial. 
Na Guerra do Ultramar as novas corvetas desempenharam funções idênticas às das antigas canhoneiras. As funções das antigas lanchas-canhoneiras foram desempenhadas pelas lanchas de fiscalização e, mesmo, pelas lanchas de desembarque.